# رپیشته (ولادیچین خان)
رپیشته (به صربی: Repište) یک منطقهٔ مسکونی در صربستان است که در ولادیچین خان واقع شده‌است. رپیشته ۳۴۴ نفر جمعیت دارد.